# Акараї
Гори Акарай (також, Гори Акараї) (порт. Serra do Acaraí: Serra do Acaraí; фр. Montes Acaraí: Montes Acaraí) - вологий, лісистий високогірний регіон невисоких гір, розташований у південній частині Гаяни. Цей хребет лежить уздовж спільного кордону між Гаяною та Бразилією.
Гори Акараї — один з чотирьох гірських хребтів у Гаяні, іншими є гори Іматака, Кануку і Пакараїма. Витоки річки Ессекібо, найдовшої річки в Гаяні, та  річки Курантайн беруть свої витоки з цього хребта.  Справжнє джерело Ессекібо було відкрите у 2013 році гаянсько-німецькою командою . Вперше гірський хребет був згаданий у 1821 році А.Х. Бруе під назвою Сьєрра-ду-Акарай (Sierra do Acaray) .
На цьому хребті розташоване єдине село Вай-Вай, нащадків уцілілих племен, які колись вважалися вимерлими. Вперше село згадується близько 1837 року.
Безіменна найвища точка цього хребта розташована за координатами 1°22′ пн. ш. 59°11′ зх. д. і має висоту 1 009 метрів (3310 футів). Цей хребет простягається на схід, де переходить у гори Тумук-Хумак уздовж кордону Суринаму і Французької Гвіани з Бразилією. 